# Elberfeld (Indiana)
Elberfeld és una població dels Estats Units a l'estat d'Indiana. Segons el cens del 2000 tenia 636 habitants.

## Demografia
Segons el cens del 2000, Elberfeld tenia 636 habitants, 261 habitatges, i 192 famílies. La densitat de població era de 792,1 habitants/km².
Dels 261 habitatges en un 28% hi vivien nens de menys de 18 anys, en un 61,7% hi vivien parelles casades, en un 9,6% dones solteres, i en un 26,4% no eren unitats familiars. En el 23% dels habitatges hi vivien persones soles l'11,1% de les quals corresponia a persones de 65 anys o més que vivien soles. El nombre mitjà de persones vivint en cada habitatge era de 2,44 i el nombre mitjà de persones que vivien en cada família era de 2,88.
Per edats la població es repartia de la següent manera: un 21,9% tenia menys de 18 anys, un 9% entre 18 i 24, un 28% entre 25 i 44, un 28% de 45 a 60 i un 13,2% 65 anys o més.
L'edat mediana era de 40 anys. Per cada 100 dones de 18 o més anys hi havia 94,1 homes.
La renda mediana per habitatge era de 40.833$ i la renda mediana per família de 47.292$. Els homes tenien una renda mediana de 38.250$ mentre que les dones 21.063$. La renda per capita de la població era de 19.236$. Entorn del 4,3% de les famílies i el 4,2% de la població estaven per davall del llindar de pobresa.

## Poblacions més properes
El següent diagrama mostra les poblacions més properes.